# Rasa de Cal Maiet
La Rasa de Cal Maiet és un torrent afluent per l'esquerra del Torrent de l'Alguer que pràcticament tot el seu curs transcorre pel terme municipal de Navès (Solsonès).

## Xarxa hidrogràfica
La xarxa hidrogràfica de la Rasa de Val Maiet està integrada per 5 cursos fluvials que sumen una longitud total de 3.679 m. que transcorren íntegrament pel terme municipal de Navès excepte els darrers 26 metres de la rasa principal que ho fan pel d'Olius
El vessant dret de la conca no té cap afluent, ja que els quatre subsidiaris de primer nivell que té la rasa principal ho són per l'esquerra. Aquest sumen una longitud de 1.481 m.